# 洛里日
洛里日（法語：Loriges，法語發音：[lɔʁiʒ]）是法国阿列省的一个市镇，位于该省中部偏东南，属于穆兰区。

## 地理
洛里日（46°16'9"N, 3°20'48"E）面积9.48 平方千米，位于法国奥弗涅-罗讷-阿尔卑斯大区阿列省，该省份为法国中部省份，北起涅夫勒省、西北接谢尔省，西南至克勒兹省，南至多姆山省，东南临卢瓦尔省，东临索恩-卢瓦尔省。
与洛里日接壤的市镇（或旧市镇、城区）包括：巴耶、马尔瑟纳、帕赖苏布里亚耶、圣迪迪耶拉福雷、锡乌勒河畔圣普尔桑。

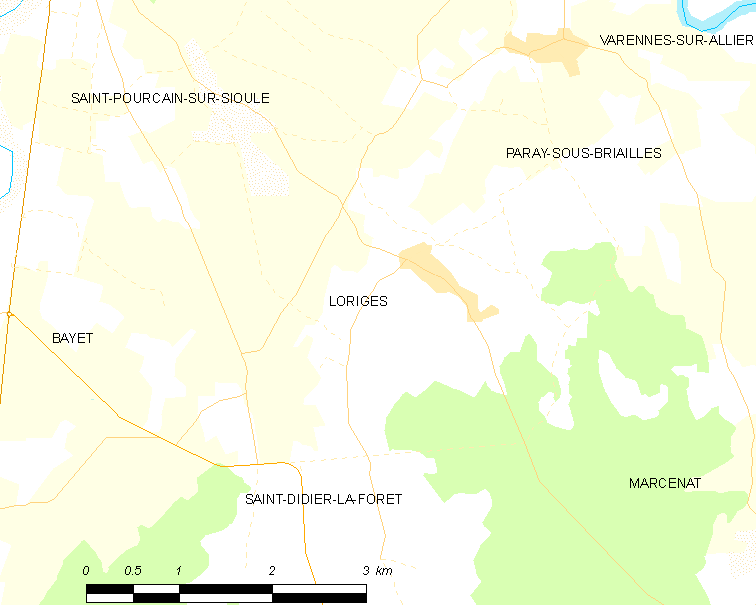
洛里日的OSM定位图

洛里日的时区为UTC+01:00、UTC+02:00（夏令时）。

## 行政
洛里日的邮政编码为03500，INSEE市镇编码为03148。

## 政治
洛里日所属的省级选区为锡乌勒河畔圣普尔桑县。

## 人口

1962-2008年间洛里日人口变化图示

洛里日于2022年1月1日时的人口数量为354人。